# Amerikaanse auto in 1921
Dit artikel geeft een overzicht van alle Amerikaanse personenwagens geproduceerd in 1921 door een significante autoconstructeur. De auto's staan alfabetisch gerangschikt per merk. Hier staan enkel Amerikaanse merken, ongeacht of ze eigendom zijn van een niet-Amerikaans concern. Ook gaat het om constructeurs die algemeen bekend zijn met auto's die algemeen voor het publiek verkrijgbaar zijn. 
| Duesenberg |                  | concern:                    | Onafhankelijk |
| Duesenberg | divisie:         |                             |               |
| Duesenberg | merk:            | Duesenberg Verenigde Staten |               |
| Duesenberg | model:           | Model A                     |               |
| Duesenberg | einde productie: | 1927                        |               |
| Duesenberg | productieaantal: | ~650                        |               |

| Lincoln |                  | concern:                 | Onafhankelijk |
| Lincoln | divisie:         |                          |               |
| Lincoln | merk:            | Lincoln Verenigde Staten |               |
| Lincoln | model:           | L-Series                 |               |
| Lincoln | einde productie: | 1930                     |               |
| Lincoln | productieaantal: | ?                        |               |

| Locomobile |                  | concern:                    | Motor Group Hare Verenigde Staten |
| Locomobile | divisie:         |                             |                                   |
| Locomobile | merk:            | Locomobile Verenigde Staten |                                   |
| Locomobile | model:           | 48                          |                                   |
| Locomobile | einde productie: | 1926                        |                                   |
| Locomobile | productieaantal: | ?                           |                                   |